# Carlos E. León Mejías
Carlos  Enríquez León Mejías (San José de Guanipa, 15 de enero de 1953 - Barinas, 19 de agosto de 2019) poeta, escritor, dramaturgo, compositor, titiritero, serigrafista, político y profesor universitario venezolano.
Fue un importante activista político y poeta de la ciudad de Barinas. Sus aportes lo hacen referencia social, artística y política en la ciudad de Barinas y Venezuela.

## Inicios
Hijo de María Mejías y Algeo León, trabajador jubilado (también fallecido) de la empresa petrolera de Venezuela ahora denominada P.D.V.S.A. y quien por motivos laborales se mudan a la ciudad de Barinas. Es allí donde empieza su formación política gracias a las lecturas con aproximación marxista. Sus relaciones con compañeros de lectura le da la base para fundar y formar parte de movimientos políticos con rasgos de izquierda en un futuro.
Curso estudios en el liceo O´leary de la ciudad de Barinas, pertenece a la cohorte de 1972 en la cual egreso junto a Hugo Chávez. En 1977  inicia estudios en la Universidad Nacional Experimental de los Llanos Occidentales Ezequiel Zamora (UNELLEZ), como pionero de esta institución es fundador del movimiento político "Frente Universitario Progresista" FUP. Agrupación de movimientos con ideales de izquierda, compartiendo su tiempo y espacio con los inicios del teatro universitario, del cual nunca se aparto y que sembró en el su pasión en la dramaturgia; allí conoce a quien sería su futura esposa Gloria Victorá, sin dejar a un lado la lectura (una de sus pasiones). Forma su familia e ingresa como empleado universitario fundando la unidad de títeres "Gárgaro Malojo" (1984) empezando su legado artístico con el montaje de varias obras incluyendo un boletín con el mismo nombre (Gárgaro Malojo) de formato sencillo y periodicidad irregular hasta 1995. Coordina el Grupo de Cuentacuentos Universidad Nacional Experimental de los Llanos Occidentales Ezequiel Zamora (UNELLEZ) y funge como actor, dramaturgo e importante recopilador de material documental sobre el teatro barinés. En 1989 funda junto a Alfredo Ramos y Orlando Araujo el taller de artes dramáticas "Casa azul". Se hace licenciado en Teatro mención: Gerencia y producción teatral en el instituto universitario de Caracas (IUDET). Realizó estudios de maestría en Artes mención: Estética en la Universidad Pedagógica Experimental Libertador, Caracas. En su formación profesional y artística realizó numerosos cursos y talleres relacionados con Gerencia y presupuesto cultural, redes socioculturales, formación actoral, narración oral escénica, literatura, investigación cualitativa, proyectos culturales, ecología, artes plásticas y organización comunitaria.

## Política
Miembro fundador y participante del MIR en Barinas hasta su fusión al M.A.S. luego participa como militante de la Causa R. Su formación ideológica de izquierda lo lleva a formar parte del Movimiento 5.ª república para luego unirse, como parte de la fusión partidista, al P.S.U.V. Desde allí realiza representaciones y vocerías del Poder Popular. En la década de los 90's participó de forma activa en procesos electorales apoyando al auge del movimiento de izquierda promovido por Hugo Chávez. Manteniendo su postura hasta el final.

## Universidad
En sus inicios junto a la universidad fue presidente del centro de estudiantes de la UNELLEZ, periodo 1981-1982. Su vida y obra la realiza en la ciudad de Barinas, dedicando mayor parte de su tiempo a la U.N.E.LL.E.Z. donde fungía no solo como profesor sino también como tutor, jurado evaluador y cargos administrativos. Algunas de las materias dictadas fueron: Estrategias Metodológicas para la Enseñanza de la Estética, Artes Escénicas, Introducción a las Bellas Artes, Introducción a la Filosofía, Arte y Procesos Educativos, Historia del Arte y Expresión Teatral I y II. Se desempeñó también en la Universidad Bolivariana de Venezuela (UBV) como docente en el Programa de Artes Escénicas, adscrito a La Coordinación Nacional de Cultura.
Algunos cargos desempeñados en la universidad:
- Gerente Ejecutivo del Fondo Editorial
- Secretario Ejecutivo del Rectorado
- Vicerrector de Servicios Administrativo
- Jefe Programa de Cultura
- Director del Teatro Universitario
- Director del Taller de Títeres
- Presidente Fundación cultural Unellez
- Juez Escabino ante el Circuito Judicial Penal

Profesor homenajeado en las Promociones de grado de los Estudiantes UNELLEZ-VPDS del Programa Ciencias de la Educación: Mención Integral (Cohorte 2005) Mención: Geografía e Historia (cohorte 2006) y Mención Arte (cohortes 2009, 2011, 2012, 2014-I, 2014-II y 2016-I)
Diseño y elaboración del Contenido Programático del Subproyecto HISTORIA DEL ARTE LATINOAMERICANO. Elaboración del Contenido Programático del Subproyecto EXPRESIÓN TEATRAL I. Programa Ciencias de la Educación, Mención Arte. Elaboración del Contenido Programático del Subproyecto EXPRESIÓN TEATRAL II. Programa Ciencias de la Educación, Mención Arte.
Dentro de su aporte en la investigación se encuentran: 
1. Análisis retrospectivo del Teatro en el estado Barinas, desde sus inicios hasta 1980. (1999)
2. Evolución del presupuesto del sector Cultura en el estado Barinas, periodo 1984- 983 (1994)
3. Aportes para una nueva teoría del origen del Teatro (2010)
4. La Investigación en los Estudiantes del Programa Ciencias de la Educación, mención arte (2014)

## Publicaciones

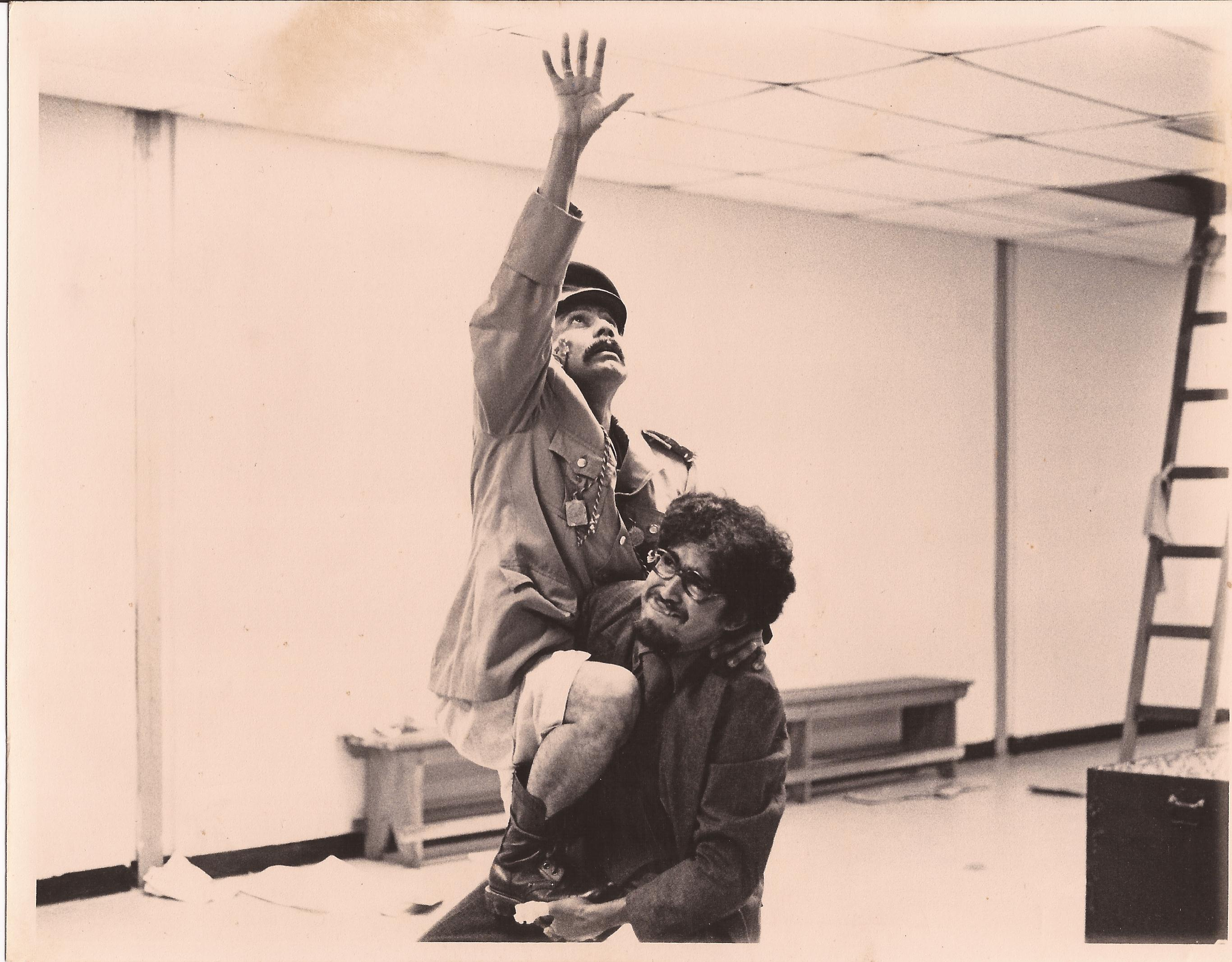
Carlos León junto a Alfredo Ramos en "La Madriguera" de José Anibal Niño

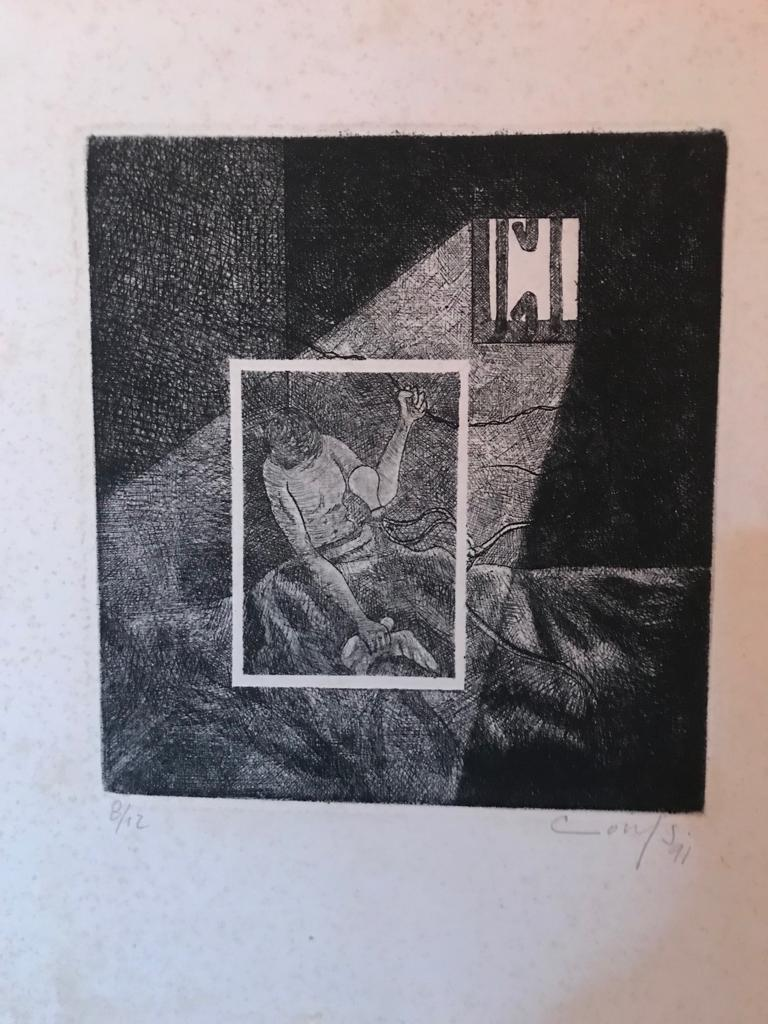
Serigrafía realizada por Carlos León Mejías en la década de los 80'

### Poesía
Glorimetrias (1984) Itinerario Común (1998) Vestigio Animal (2003) Amor en Revolución (2011)

### Teatro
Algunos de sus textos teatrales puestos en escena son:
- Un Mensaje del Bosque (1982)
- Ahora podemos jugar (1984)
- La Competencia (1985)
- Adivitraba (1988)
- El tesoro del duende (1991)
- C-4 en espera (1993)
- La esperanza en luna menguante (1994)
- El canoero del caipe (1999)
- Oración forestal (2000)
- Un momento en mi niñez (2002)
- Cuando pienso en Bolívar (2003)
- Crisóstomo soy yo (2005)
- Oración Forestal (2016)
- Un Castigo Ejemplar (2016)

## Fallecimiento
Falleció el 19 de agosto de 2019, a la edad de 66 años, al ser atropellado por un pequeño camión de carga cerca de su residencia.

## Antologizado
- Antología del Teatro Barinés de Félix Salazar (Barinas, 2016)
- Evocando al Arañero del Consejo Presidencial del Gobierno Popular para la Cultura (Caracas, 2016)
- Antología primer concurso de Literario de la UNELLEZ  2005 (Barinas, 2012)
- Quienes escriben en Venezuela: Diccionario de escritores venezolanos(siglos XVIII a XXI) de Rafael A. Rivas y Gladys García R. (Mérida, 2006)
- 100 años de poesía (Barinas, 1990)  de Leonardo Ruiz Tirado
- Breve Antología de Poesía Barinesa (Barinas, 1985) de Fernando Pezoa.

## Premios y distinciones
- Botón de Oro de la Ciudad de Barinas, Alcaldía del Municipio Barinas. (2010)
- Orden Batalla de Santa Inés de la UNELLEZ - Orden al mérito. (2010)